# Ras Daschän
Der Ras Daschän (amharisch ራስ ዳሸን Ras Dašän, englisch Ras Dashan, Ras Dejen) ist mit 4533 m der höchste Berg von Äthiopien.

## Geographie

### Lage und Landschaft
Im Hochland von Abessinien liegt der Ras Daschän rund 160 km nordöstlich des Tanasees im zentralen Osten des Simien-Nationalparks. Nachbarberg im Westen jenseits des 1700 m tief eingeschnittenen Tals des Mesheha Wenz ist der Bwahit (4430 m) sowie nördlich der Kidis Yared (4453 m). Der Berg besteht aus Basaltfelsen. Seine insgesamt sieben felsigen Erhebungen, die den Aufbau der Gipfelregion darstellen, sind im Osten und Süden umgeben von Hochebenen, auf denen bis auf etwa 4300 m Höhe Schafe weiden, und fallen nach Westen und Norden steil ab. Nach Osten fällt das Massiv des Ras Daschän zum rund 36 km entfernten Tekeze und zum auf rund 1000 m Höhe liegenden Tekeze-Stausee ab.
Auf der Gipfelregion können sich an schattigen Stellen insbesondere nach starken Niederschlägen (in der Regel zwischen Juli und September) Schneereste halten; ab und zu sind die gesamten gipfelnahen Hochlagen schneebedeckt.

### Berghöhe
Die Berghöhenangabe von 4533 m beruht auf einer Feststellung mithilfe vermessungstechnischer Verfahren in den 1970er Jahren. Eine neuere durch französische und italienische Geographen durchgeführte Messung soll eine Höhe von 4550 m ergeben haben. Diese wurde allerdings bisher nicht offiziell bestätigt. Auf der von der äthiopischen Verwaltung des Simien-Nationalparks autorisierten Wanderkarte, die auch in der Parkverwaltung in Debark zum Kauf angeboten wird, sind nach wie vor 4533 m Höhe angegeben, die mithin als derzeit einzig seriös belegbare Höhe gelten muss. Frühere Messungen, die eine Höhe von 4620 m ergaben, sind veraltet und auf keiner aktuellen Karte mehr zu finden.

## Erstbesteigung
Die erste Besteigung durch Europäer fand durch die Franzosen Ferret und Galinier 1841 statt. Weil der Gipfel jedoch leicht zu erreichen ist, wurde er höchstwahrscheinlich schon davor von einheimischen Hirten aufgesucht.